# Аніма та анімус
А́німа та а́німус, від лат. anima і лат. animus «життєвий початок; душа і дух» — в аналітичній психології Карла Густава Юнга архетипи, що відтворюють жіноче і чоловіче начала, сторони психіки людини у вигляді дуальної пари, що представляють несвідомий початок протилежної статі в людині, який уособлює жіночі аспекти психіки чоловіків та чоловічі — жінок, відображають уявлення про протилежну стать та інтерсексуальні зв'язки, беруть свій початок з найглибших, найпримітивніших пластів досвіду предків людини, які засвоювали певні раціональні, емоційні та поведінкові паттерни (тенденції) протилежної статі. У чоловіків це архетип Аніми — жіночої частини психіки у внутрішньому світі чоловіка, а у жінок це Анімус — чоловіча частина психіки у внутрішньому світі жінки.
Це непідвладні часу архетипи. Це вічні образи мужності і жіночності. Це також виражає визнання Юнгом вродженої андрогінної природи людей. Архетип Аніми Юнг називав «архетипом вічної жіночності», а архетип Анімуса — «архетипом вічної чоловічності».  Аніма та Анімус проявляються в настроях і примхах, ентузіазмі та закоханості, у снах і міфах. Несвідомий початок протилежної статі в людині виражається образами двостатевих істот, первісних міфів, у древньокитайських філософських категоріях Інь і ян тощо.
Карл Густав Юнг використовував ці терміни для позначення явищ у своїй глибинній психології.

## Опис дуального архетипу
Юнг стверджував, що «зазвичай у чоловіків несвідоме змальовує душу у вигляді жіночого —  Аніми, у жінок у вигляді чоловічого — Анімусу». Аніма та Анімус — це юнгіанські архетипи особистості, символічні образи, що представляють внутрішній образ жінки в чоловікові, його несвідому жіночу сторону, і внутрішній чоловічий образ в жінці, її несвідому чоловічу сторону, і пов'язані з концепцією колективного несвідомого. У своїх аспектах архетипи Аніми та Анімусу належать до сфери індивідуальної свідомості, з іншого боку, є проявом колективного несвідомого, утворюючи зв'язок між свідомим і несвідомим, є феноменом колективного несвідомого у внутрішньому світі особистості. Це архетипи маскулінного і фемінного.
У колективному несвідомому Аніма/Анімус — це амбівалентні сполуки, — Юнг наголошував на амбівалентному характері всіх архетипових образів. Архетипно дуальна пара «Аніма-Анімус» — є одним виявом психічної бінарності особистості, виражений через конфронтацію маскулінного-фемінного. 
«Аніма є біполярною фігурою... і тому іноді може виглядати позитивно, іноді негативно; то старий, то молодий; то мати, то дівчина; то добра фея, то відьма; то свята, то повія». Юнг підкреслював, що Анімус і Аніма, як і всі архетипи, «за своєю природою розвивають сприятливі та несприятливі, світлі та темні, добрі та злі ефекти».
Аніма і Анімус — це психологічний механізм людської структури особистості, вони належать до тих архетипів, які Юнг виділяв як найбільш вагомі для людини, ті, що визначають життя кожної  людини, і належать до найбільш важливих архетипів «співвіднесених з процесом індивідуації». Архетип Тіні після усвідомлення відкриває шлях до усвідомлення Аніми та Анімуса, які можна пізнати лише через сприймання осіб протилежної статі, оскільки лише через відносини з партнером протилежної статі, лише всередині таких взаємин, їхні проекції починають діяти. Гармонійний розвиток особистості вимагає як обох цих елементів, так і балансу між ними, адже, як і всі інші архетипи, вони повинні бути виражені гармонійно, не порушуючи загального балансу, щоб не гальмувати розвиток особистості на шляху до самоздійснення. Через асиміляцію цих архетипів особистість пізнає в собі протилежності Інь і Ян, відкриває для себе можливості щасливих стосунків у житті, через усвідомлену інтеграцію Аніми та Анімуса перестає проектувати свої уявлення на партнера і отримує можливість бачити реальну людину, а не свої фантазії.

## Аніма
Аніма є несвідомим психічним аспектом чоловіка, умовно названий «внутрішньою жінкою». Це ідеал жінки, що існує в чоловічому несвідомому; уособлення всіх проявів жіночності у психіці чоловіка, вираження всіх жіночих тенденцій у чоловічій психіці — це фемінні риси колективної (узагальненої) жінки в чоловічій психіці, що реалізуються через образи реальних жінок, зокрема через образ матері.
«Кожен чоловік завжди носив у собі образ жінки, але не образ цієї конкретної жінки, а образ конкретної жінки. Цей образ, по суті, є несвідомою спадковою масою, який походить з незапам’ятних часів і закарбований у живій системі». Аніма також базується на «старій і молодій матері, Деметрі та Персефонії, і в синові — чоловікові і сплячому немовляті в одній особі». Юнг описував Аніму як архетип жіночого начала не лише як образ матері та «матері-коханки», «але й дочки, сестри та коханої, небесної богині та хтонічної Баубо, всюдисущої як нестаріючий образ». «Вона постає персоніфікованою скрізь, де вона з'являється, у снах, видіннях і фантазіях». Проекція Аніми на реальну жінку часто стає руйнівним фактором у стосунках, оскільки тоді чоловік очікує, що жінка буде втіленням його внутрішнього жіночого образу (ось чому чоловіки іноді думають про жінку як про «свою богиню»). Прекрасні «німфи та дріади» також є «проекціями аніми», коли йдеться про чоловічі висловлювання.
Архетип Аніма — це архетип як чуттєвого образу ідеальної жінки (особливо пов'язаного з матір'ю індивіда), так і внутрішнього образу жінки в психіці чоловіків, несвідомої жіночої сторони, який сильно впливає на пошук сексуального партнера, регулює емоційне життя і почуттєву сферу, визначає особливості кохання, міжстатевих стосунків, шлюбу, стосунків з матір'ю, сестрами, жіночими фігурами в бізнесі чи політиці та жінками загалом.
За Юнгом «зв'язок з Анімою є пробою чоловічості», це відбувається хоча б тому, «що для сина в перші роки життя Аніма зливається з всесильною матір'ю, що потім накладає відбиток на всю його долю. Протягом усього життя зберігається цей сентиментальний зв'язок, який або сильно перешкоджає йому, або, навпаки, дає мужність для найсміливіших вчинків».
Типовими проявами Аніми в чоловічому характері є надмірна емоційність, чуттєвість та ірраціональна імпульсивність. Аніма характеризується зменшенням ознак маскулінності, посиленням чутливості і сентиментальності, характеризується нечіткими емоціями та настроями, такими як пророчі осяяння, сприйнятливістю до ірраціонального, здатністю кохати, потягом до природи та здатністю контактувати з підсвідомістю. З одного боку, Аніма переймає архаїчні риси несвідомого, а з іншого — його символічний і проспективний характер, звідси "повнота передчуттів" і творчий характер, притаманний внутрішньому налаштуванню. Аніма відіграє вирішальну роль у сприйнятті літератури та мистецтва, забезпечує духовне зростання та визначає релігійний аспект життя.
Юнг вважав, що Аніма — це, перш за все, джерело почуттів та настрою чоловіка, розглядав Аніму як провідника між свідомістю чоловіка та його несвідомим.
|                         | Аніма — це персоніфікація всіх жіночих психологічних тенденцій у психіці чоловіка, таких як туманність і розпливчастість почуттів і настроїв, пророчі натхнення, сприйнятливість до чогось ірраціонального, здатність до індивідуального кохання, і, зрештою, — зв'язок із Несвідомим. |
| — Марія-Луїза фон Франц | |

Свідоме ігнорування чоловіками жіночої сторони власної природи може призводити до певної дисгармонії в саморозвитку особистості.

### Амбівалентність і стадії розвитку
Юнг підкреслював амбівалентну природу всіх архетипних образів. Вона полягає в тому, що архетипи перетинають межі етичних конвенцій, добра і зла, сам по собі архетип не є ані добрим ані поганим. Так Аніма може експлікуватись в образах відьми, русалки, сирени, лорелеї. Також, Аніма представляється символічними образами: Жінка, Діва Марія, Мона Ліза, проекцією Аніми є Велика Мати (див. у Еріха Ноймана), Місяць. Юнг зазначав, що існує дві сторони аніми: позитивна і негативна, має дві складові: доброзичливість та злість. Аніма ототожнюється з Тінню, яка комплементарна (доповнює) Персоні, і частково її компенсує (компенсаторна щодо неї).
Юнг описав чотири стадії розвитку Аніми у чоловіка. Їх традиційно поділяють на 4 ідеалізовані архетипи, які в чоловічій психіці проектуються на жіночу стать і відповідають певним жіночим образам. Розвиток Аніми знаходить відображення у чотириступеневій структурі самості. В аналітичній психології Аніма вказує на сукупну, комбінаційну специфіку архетипних образів і соціокультурного оточення, що висвітлює своєрідну проекцію на жінку — Єву (втілення Матері-Землі, господині), Єлену (спокусницю або сексуальний об'єкт; образ спокусниці найчастіше з'являється у фантазіях чи сновидіннях як актриса або модель), Марію (цнотливу, духовну Матір), Софію (мудру наставницю); кожна з них може виконувати як творчі, так і руйнівні функції. У чотириступеневій структурі самості Аніма втілена наступними архетиповими образами:
- — перша стадія розвитку втілена культурою в образі Єви, символізує стихійну, сліпу і не усвідомлену силу інстинктів, що відображає первісну нероздільність добра і зла, — зрештою біологічне природне життя у його цілісності.
- — Єлена Троянська чи Ізольда, символізує на першому плані красу, еротичну привабливість, сліпе романтичне кохання, що наперед визначає жертовність героя і його загибель.
- — прекрасна душевно багата і щедра Діва Марія, символ піднесеної любові і вірності, у якій ерос злітає до висот духовності.
- — найвищим проявом цього архетипу є Софія, премудрість Божа.

Марі-Луїза фон Франц, швейцарський юнгіанський психолог, відома своїми психологічними інтерпретаціями казок і алхімічних рукописів, описала типові «стадії розвитку» Аніми у чоловіків наступним чином:
1. «Первісна», чуттєво приваблива жінка (наприклад, далекі південні жінки в картини Поля Ґоґена чи Гретхен у «Трагедії «Фауст» Гете);
2. «романтизована краса» (наприклад, «прекрасна Єлена» також у «Фаусті», серед інших);
3. «одухотворений» жіночий Ерос (наприклад, у Богородиці та Діві Марії, Божій Матері);
4. жіночий дух і мудрість (наприклад, зображена як Мона Ліза, Афіна Паллада, Сапіенція або Софія).

Роль Аніми як провідника всередину, поступово просуваючись все далі і далі через несвідомі простори, особливо чітко показана Беатріче в «Божественній комедії» Данте, але також з’являється, наприклад, у «Вона» Генрі Райдера Хаґґарда.
У хлопчиків Аніма спочатку з'являється у формі архетипу матері. У хлопчиків архетип матері тісно пов’язаний з Анімою, іншим важливим архетипом, який втілює жіночі риси в психіці чоловіка. Відокремлення Аніми від материнського образу дозволяє чоловікові мати стосунки поза моделлю «син-мати», і є центральним етапом у розвитку. Згідно з Юнгом, особливою проблемою для людини у віці від 25 до 35 років є «подолання захоплення материнською анімою» для чоловіків, або «анімусу батька» для жінок.

## Анімус
Анімус — несвідома чоловіча сторона особистості жінки, втілює несвідоме чоловіче начало особистості жінки, виражене в образі протилежної статі, є несвідомим психічним аспектом жінки, умовно названий «внутрішнім чоловіком». Це маскулінні характеристики колективного (узагальненого) образу чоловіка у жіночій психіці, який усвідомлюється через образи реальних чоловіків, зокрема й образ батька; це ідеал чоловіка, що існує в жіночому несвідомому, чуттєвий образ ідеального чоловіка (зокрема, бажаного сексуального партнера, пов'язаного з образом батька), яким жінка знала його з давніх часів, а також і внутрішній образ чоловіка в жіночій психіці, тобто її несвідома чоловіча сторона.
Архетип проявляється як посилення маскулінних ознак: жорсткість, твердість, інколи владність характеру, одержимість, за якої Тінь стає властивістю Персони. Проявами Анімусу в жіночому характері є агресивніть у суспільстві і сім'і, прагнення домінувати, незалежність і логіка, він може представляти невблаганну, жорстоку силу навіть у жінок з дуже жіночною зовнішністю, іншими його негативними рисами є: нерозсудливість, стійкі злі ідеї.
Підкреслюється, що саме батько має найбільший вплив на Анімус жінки, і саме батько надає Анімусу доньки певного забарвлення, і це забарвлення ніколи не відображає індивідуальності самої жінки. Анімус як несвідома чоловіча сторона жінки, яка персоніфікується у фантазіях, мареннях і сновидіннях, будучи поєднанням архетипних образів та соціокультурної заданості, втілює жіночу проекцію на чоловіка — спортсмена, атлета, відчайдуха, розбійника, ініціатора незалежності і кар'єри.
Анімус — це скоріше колективний, ніж індивідуальний образ. Цінними якостями Анімуса є його творчий потенціал, який прокладає шлях до Самості. Анімус відповідає за раціоналізацію жіночої поведінки, заохочення до соціальних досягнень і кар'єрного зростання, допомагає вирішувати проблеми і приймати рішення, включає в себе досвід спілкування з чоловіками, формує її уявлення про них, кохання і шлюб, впливає на її світогляд, цінності і життєві цілі.
Ігнорування або відкидання жінкою чоловічої частини своєї особистості також може призводити до однобічного розвитку.
Проблема Анімуса актуальна для сучасної феміністичної критики.
За Юнгом, анімус — це, перш за все, джерело думки, але не просто думки, а думки настільки ж ірраціональної, наскільки ірраціональні емоції чоловіка, створювані анімою.
|                   | Якби мені потрібно було одним словом позначити те, в чому полягає відмінність між чоловіком і жінкою щодо цього, і те, що характеризує анімус на відміну від аніми, то я можу сказати одне слово — якщо аніма створює настрій, то анімус — думку. І як настрій чоловіків з'являється на світ із темних глибин, так само і думка жінок ґрунтується на таких самих несвідомих апріорних передумовах. |
| — Карл Густав Юнг | |

На формування та розвиток цього «архетипу „Анімуса та Аніми“» великий вплив мають батьки дитини. Він формує поведінку і творчість людини,  є джерелом проекцій (нових образів в душі).

### Амбівалентність і етапи розвитку
Образ Анімуса, подібно Анімі, також має позитивний і негативний аспекти, а отже, є бінарною опозицією за своєю природою. Анімус може експлікуватись в образах Чоловіка, Ісуса, Дон Жуана. У позитивному сенсі Анімус зображується як богатир, романтичний герой, підприємець, культурний діяч чи духовний наставник, а в негативному — як страшний і небезпечний мрець, грабіжник, вбивця тощо. Анімус постає як чоловіча фігура у жіночих снах, наприклад, як таємничий і чарівний коханець, як батько, пастор, професор, гном, як принц, чарівник тощо. У казках Анімус проявляється, наприклад, як принц, як Король Дроздоборода або Синя Борода.
Анімус також має чотири етапи розвитку:
1. на першому етапі він репрезентує просту фізичну силу,
2. виділяє ініціативу і здатність планувати свої дії,
3. Анімус представляє мудрість,
4. стає втіленням змісту.

Схоже до Аніми, на цьому останньому рівні він передає релігійний досвід, завдяки якому життя набуває нового сенсу, дає жінці духовну твердість, невидиму внутрішню підтримку, яка замінює її внутрішню м'якість. Так вбачається, що Анімус, у своїй найбільш розвиненій формі, здатен переробити роз'єднаність між розумом і духовністю жінки, що приходить з віком, і підвищує сприйнятливість до нових творчих ідей. Анімус дозволяє жінці об'єктивно сприймати еволюцію своєї особистості та мати власний шлях духовного розвитку.
Марі-Луїза фон Франц описала типові «стадії розвитку» анімуса у жінок наступним чином:
1. «людина простої фізичної сили, повністю фізичний чоловік» (наприклад, Тарзан або спортивний герой);
2. «романтик» (наприклад, музикант чи поет) або «людина дії» (наприклад, герой війни, мисливець);
3. «носій слова» (наприклад, великий політичний оратор, професор, священнослужитель),
4. «мудрий провідник духовної істини» (наприклад, Ганді або різні релігійні лідери). Юнг зазначав, що «в міфології цей аспект душі постає як Гермес, посланець богів, у сновидіннях він є корисним провідником».

Юнг більше зосереджувався на Анімі чоловіка і менше писав про Анімус жінки. Юнг вважав, що чоловіча чутливість часто є меншою або пригніченою, і тому вважав Аніму одним із найважливіших автономних комплексів. Природне розуміння іншого представника протилежної статі прищеплюється індивідуумам випливаючи в результаті постійного підпорядкування представникам протилежної статі.
Це прищеплення призводить до розвитку Аніми та Анімусу. Юнг обстоював біологічну природу успадкування архетипів, а у сучасній філософії утвердилося розуміння про архетипи як соціокультурні фактори. Юнг писав, що «зустріч з Тінню є "учнем" у розвитку особистості... але зустріч з Анімою є "шедевром"». Юнг вважав процес Аніми одним із джерел творчих здібностей. У своїй книзі «Невидимі партнери» Джон А. Сенфорд припускає, що ключ до виходу за межі голосу аніми/анімусу (тобто, ключ до контролю) полягає в тому, щоб розпізнати його, коли він проявляється, використовуючи нашу здатність розрізняти аніму/анімус від реальності.

## Походження назв понять
Обидва терміни є латинськими, по суті обидва означають "душа/дух", кожен з яких граматично чоловічого (animus) або жіночого (anima) роду. У латинській мові animus має багато різних значень залежно від контексту: наприклад, душа або дух (на відміну від тіла), пам'ять; різні емоційні стани, такі як рішучість, сміливість і зарозумілість, впевненість у собі і непокора, емоційне прагнення, бажання, хіть, пристрасть і гнів; настрій і вдача. Anima, з іншого боку, перекладається як повітря як стихія або подих повітря, вітер, подих; душа (також у значенні "дух"), дух; одухотворена істота, життя. Зв'язок між "повітрям" і "духом", який можна розпізнати в словесному полі anima, такий самий, як у єврейському Руах (повітря, подих, дух) і грецькому Пневма (повітря, подих, дух), або індійському Прана чи індійському Акаша, що приблизно відповідає фразеологізмам «дихаюча душа» або «життєве дихання».
Юнг визначає "anima" з латинського походження, що означає "душа", "animus" з латинського походження, що означає "дух". Аніма — душа, Анімус — дух. Аніма часто пишеться з великої літери, щоб відрізнити її від поточного вживання слова душа.
Сфери Аніми та Анімусу Юнг розумів як частини душі. Душа в розумінні Юнга означає внутрішню, несвідому частину особистості, «розмежований функціональний комплекс», тоді як під психікою він розумів «сукупність усіх психічних процесів, як свідомих, так і несвідомих». На відміну від Фрейда, який ототожнює поняття особистість і психіка, Юнг ототожнює поняття особистість і душа, але розділяє поняття особистість і самість і розглядає самість як більш глибоку реальність, що включає в себе позасвідоме.

## Про зв'язок архетипів з універсальними цінностями
Роботи Карла Гюстава Юнга є фундаментальною основою для всіх теорій, методик і концепцій архетипів, що існують сьогодні, є системою розуміння та управління універсальними цінностями та смислами.
Вчені зазначають, що універсальні загальнолюдські  архетипи Великої Матері, Аніми та Анімуса, Мудрого Старця та інші «набули в межах української культури свого "етноспецифічного звучання"». Розробляючи символіку жіночих архетипів фемінного, пов'язаних з Великою Матір'ю, Ю.М. Антонян застерігає, що цей архетип не можна розуміти нескінченно широко, без дотримання меж. Аніма і Анімус — основні складові моделі світобудови, які дозволяють прояснити природу символів, вічних тем, образів і міфів фемінності та маскулінності в культурі різних періодів і в світовій культурі загалом.

## Юнгіанський догляд і застереження
Юнгіанці попереджають, що «кожне уособлення несвідомого — Тінь, Аніма, Анімус і Самість — має як світлий, так і темний аспект... Аніма та анімус мають подвійні аспекти: вони можуть принести життєдайний розвиток і творчість особистості, або вони можуть спричинити скам’яніння та фізичну смерть».
Однією з небезпек є те, що Юнг назвав «вторгненням» несвідомого архетипу у свідомість: «Одержимість, спричинена анімою... поганий смак: аніма оточує себе неповноцінними людьми». Юнг наполягав на тому, що «стану одержимості анімою... необхідно запобігти. Таким чином, аніма змушена увійти у внутрішній світ, де вона функціонує як посередник між его та несвідомим, так само, як і персона між его та навколишнім середовищем».
З іншого боку, надмірне усвідомлення аніми чи анімуса може призвести до передчасного завершення процесу індивідуації — «свого роду психологічне замикання, щоб ідентифікувати анімус принаймні тимчасово з цілісністю». Замість того, щоб «задовольнитися проміжною позицією», анімус прагне узурпувати «самість, з якою ототожнюється анімус пацієнта. Це ототожнення є регулярним явищем, коли тінь, темна сторона, недостатньо усвідомлена».